# Artoer Kysjenko
Artoer Mykolayovych Kysjenko (Oekraïens: Артур Миколайович Кишенко) (Odessa, 14 november 1986) is een Oekraïens-Nederlandse kickbokser en thaibokser. Hij komt tevens uit in K-1 World MAX.

## Titels
Kjisjenko heeft onder andere de volgende titels behaald:
- Europacupkampioen van amateur thaiboksen
- Tweede plaats Oekraïense thaibokskampioenschappen
- Tweede plaats op het World-MAX K-1 in Japan